# ماري آن فنسنت
ماري آن فنسنت (بالإنجليزية: Mary Ann Vincent)‏ هي ممثلة أمريكية، ولدت في 18 سبتمبر 1818 في بورتسموث في المملكة المتحدة، وتوفيت في 4 سبتمبر 1887 في بوسطن في الولايات المتحدة.